# Горан Иванишевић
Горан Иванишевић (Сплит, 13. септембар 1971) јесте хрватски тениски тренер и бивши тенисер. Тренутно је тренер Стефаносу Цицапасу.
Био је победник Вимблдона 2001. и Дејвис купа 2005. с тениском репрезентацијом Хрватске. Највиши пласман на ранг-листи тенисера у каријери му је друго место што је остварио 1994. На Олимпијским играма 1992. освојио је две бронзане медаље, појединачно и у игри парова са Гораном Прпићем.
Као тренер је прво сарађивао с Марином Чилићем и то од септембра 2013. до јула 2016. У том периоду је Чилић дошао до свог јединог гренд слема — Отвореног првенства САД 2014. Потом је био главни тренер Томашу Бердиху и Милошу Раонићу. Од 2019. до 2024. тренирао је Новака Ђоковића. Потом је кратко био тренер Јелени Рибакини, а од 2025. тренира Циципаса. 
Иванишевић је примљен у Међународну тениску кућу славних 2020.

## Каријера
Професионално је почео да се бави тенисом 1988. Исте године је освојио своју прву титулу у игри парова са Немцем Ридигером Хасом. Иванишевић је као репрезентативац Југославије играо на Олимпијским играма у Сеулу 1988, појединачно и у игри парова са Слободаном Живојиновићем када су поражени у четвртфиналу.
Значајније успехе у тенису је остварио након 1990. На Ролан Гаросу је избацио Бориса Бекера и пробио се до четвртфинала. На истом турниру је у пару са Чехом Кордом стигао до финала. Пар недеља касније играо је полуфинале Вимблдона, али је изгубио од Бекера у финалу. Те године Иванишевић је освојио турнир у Штутгарту и играо за репрезентацију Југославије на такмичењу за Светски екипни куп.
Убрзо је постао познат по својој нападачкој игри и изразито јаком сервису. За неколико година постао је водећи на листи тенисера с највише ас сервиса на АТП турнирима.
Године 1992. Иванишевић је играо у финалу Вимблдона, где га је чекао Андре Агаси. Изгубио је са 3:2 у сетовима. Те године, наступајући по први пут за репрезентацију Хрватске, на Олимпијским играма у Барселони је освојио две бронзане медаље - у појединачној конкуренцији и у пару са Гораном Прпићем.
Три године касније је освојио Гренд слем куп победивши у финалу Тода Мартина са 3:0. Иванишевић је наставио са сјајним играма и на Вимблдону. Пробио се у полуфинале, али га је победио Сампрас са 3:2 у сетовима.
Током 1996. освојио је 5 турнира и поново играо финале Гренд слем купа, али овог пута је у финалу изгубио од Бекера. Сезону је завршио освајањем Хопман купа у пару са Ивом Мајоли.
Поново је играо у финалу Вимблдона 1998. Међутим, и том приликом је Сампрас био успешнији и победио га са 3:2.
Током 1999, 2000. и 2001. због повреде рамена је пропустио бројне турнире па му је опао рејтинг и у лето 2001. је био тек 125. играч света. Тај пласман није био довољан да се директно пласира на Вимблдон, па су му организатори доделили позивницу. Противно свим очекивањима, Иванишевић се пробио до финала где га је чекао Патрик Рафтер. У врло изједначеном мечу славио је Иванишевић са 6:3, 3:6, 6:3, 2:6, 9:7 и тако постао играч са најнижим рејтингом у историји и први играч са позивницом који је освојио овај турнир. Након Вимблдона се повукао из тениса ради операције рамена и вратио се 2004. када је још једном наступио на Вимблдону. Изгубио је од Лејтона Хјуита у трећем колу.
Иванишевић је 2005. био члан хрватског Дејвис куп тима. Победом у финалу против Словачке у Братислави Хрватска је освојила овај куп.
Завршио је професионалну каријеру са 22 појединачне титуле и 9 титула у игри парова.

## Тренер
Године 2013, после турнира у Паризу, постао је први тренер Марина Чилића. Крајем јуна 2019. Иванишевић се прикључио стручном штабу српског тенисера Новака Ђоковића, непосредно пред почетак турнира у Вимблдону. Сарадњу су прекинули у марту 2024. Дана 1. новембра 2024. Јелена Рибакина је потврдила да ће Иванишевић бити њен тренер од сезоне 2025.

## Гренд слем финала (4)

### Победе (1)
| Година | Гренд слем | Противник у финалу | Резултат                |
| 2001.  | Вимблдон   | Патрик Рафтер      | 6-3, 3-6, 6-3, 2-6, 9-7 |

### Порази (3)
| Година | Гренд слем | Противник у финалу | Резултат                |
| 1992.  | Вимблдон   | Андре Агаси        | 7-6, 4-6, 4-6, 6-1, 4-6 |
| 1994.  | Вимблдон   | Пит Сампрас        | 6-7, 6-7, 0-6           |
| 1998.  | Вимблдон   | Пит Сампрас        | 7-6, 6-7, 4-6, 6-3, 2-6 |